# Mörttjärnen (Dorotea socken, Lappland, 716728-149622)
Mörttjärnen är en sjö i Dorotea kommun i Lappland och ingår i Ångermanälvens huvudavrinningsområde.